# Ein Geheimnis im Dorf – Schwester und Bruder
Ein Geheimnis im Dorf – Schwester und Bruder ist ein Fernsehfilm aus dem Jahr 2016. Die unter der Regie von Peter Keglevic entstandene österreichisch-deutsche Koproduktion wurde am 30. März 2016 im ORF und am 29. August 2016 im ZDF erstmals ausgestrahlt. Es handelt sich nach Die Fremde und das Dorf (2014) um den zweiten Teil einer ORF/ZDF-Heimatfilmreihe, die 2017 mit Treibjagd im Dorf fortgesetzt wurde.

## Handlung
Anton Wolf wird nach einem Jahr Gefängnis wegen schwerer Körperverletzung mit Todesfolge aus der Haft entlassen. Er soll vor zwanzig Jahren seine Frau erschlagen haben, nach anderen Meinungen soll es sich um einen Unfall gehandelt haben. Etwa zur gleichen Zeit wird Irene Wolf zur Vizebürgermeisterin dreier zusammengelegter steirischer Gemeinden gewählt, kurze Zeit später kommt der amtierende Bürgermeister bei einem Autounfall ums Leben. Irene muss dessen Amtsgeschäft vorübergehend übernehmen, was einigen Dorfbewohnern allerdings missfällt. 
Anton Wolf wittert in einer geplanten Umfahrungsstraße über seine Grundstücke die Chance auf das große Geld: Er und weitere Bauern möchten, dass ihre Wiesen zu Bauland umgewidmet werden. Irene ist gegen die Umwidmung wie auch gegen den Bau der Straße, die die Landschaft zerstören würde. 
Als der prominente Koch Paul Berger das alte Dorfgasthaus neu eröffnen möchte, stellt sich Irene auch gegen das Gasthausprojekt. Sie glaubt in dem Haubenkoch jenen Mann zu erkennen, der sie vor achtzehn Jahren auf einem Sommerfest vergewaltigt hat. Um die Versiegelung durch den Bau der Straße und auch die LKW-Transporte vom Steinbruch zu verhindern, schlägt Irene dem Gemeinderat eine alternative Nutzung des Steinbruches vor, etwa als Klettergarten oder als Freilichtbühne, nachdem der Betreiber des Steinbruches diesen ohnehin in spätestens drei Jahren auflassen wollte. 
Irene erlaubt außerdem Berger das Gasthaus zu betreiben, ihrem Bruder Georg zuliebe, der bei Berger eine Ausbildung erhalten hatte und in dem neuen Restaurant als Koch arbeiten soll. Später gesteht Irene, dass Georg nicht ihr Bruder ist, sondern ihr Sohn. 
Auf dem Sommerfest war sie auch von Matti Kemmer vergewaltigt worden – ein Vaterschaftstest ergibt, dass er der Vater von Georg ist. Irene schafft es einen Selbstmordversuch von Matti zu verhindern.

## Produktion
Die Dreharbeiten fanden von 8. Juni bis 10. Juli 2015 statt, gedreht wurde in der Steiermark. Drehort war unter anderem Tragöß. Produziert wurde der Film von der Film 27, beteiligt waren der Österreichische Rundfunk und das ZDF, unterstützt wurde die Produktion vom Fernsehfonds Austria und Cinestyria Filmcommission and Fonds. Für das Szenenbild zeichnete Thomas Vögel verantwortlich, für das Kostümbild Heidi Melinc, für den Ton Walter Fiklocki und für die Maske Hannelore Uhrmacher.

## Rezeption
Den Film verfolgten bei Erstausstrahlung im ORF durchschnittlich 789.000 Zuseher, dies entsprach einem Marktanteil von 30 Prozent. Im ZDF sahen bei Erstausstrahlung 5,22 Millionen Personen den Film, der Marktanteil betrug 17,6 Prozent.
Rainer Tittelbach von tittelbach.tv befand, dass nicht nur das Liebespaar aus Die Fremde und das Dorf fehlen würde, „auch der Geschichte Marke Anzengruber im Soap-Modus“ würde es an Originalität fehlen, besonders die Dramaturgie würde Schwächen zeigen. „Die ruhige Tonart und die elaborierte Filmsprache von Peter Keglevic können das nur bedingt ausgleichen.“
Beim Fernsehfilmfestival Baden-Baden war der Film 2016 einer der zwölf nominierten Beiträge für den Hauptbewerb, für den Jupiter Award 2017 war der Film als bester deutscher TV-Spielfilm nominiert und Franziska Weisz als beste deutsche TV-Darstellerin.